# Castillo Yoshida-Kōriyama
El castillo Yoshida-Kōriyama (吉田郡山城 Yoshida-Kōriyama-jō?) fue una fortificación japonesa del siglo XIV en la ciudad de Akitakata (prefectura de Hiroshima). Perteneció al clan Mōri y solo restan ruinas de las trincheras y algunas secciones de muros de piedra.

## Historia
Aunque se desconocen los orígenes del castillo, hay indicios de que los Mōri poseyeron la fortaleza Yoshida en el mismo lugar en el siglo XIII. La fortificación se amplió en la década del 1500; este diseño constituye las ruinas que cubren la mayor parte de la cima de la montaña y el lado que da al pueblo. Tenía muros de piedra alrededor del recinto central, edificios con tejas de arcilla y residencias para sirvientes y soldados de alto rango. Esta fortaleza era una combinación de un complejo sobre montaña, típico del período Sengoku, y castillos posteriores que aglutinaban funciones militares, políticas y residenciales. En 1540, el clan Amako asedió el lugar con más de 30 000 soldados. Los 3000 defensores resistieron durante cuatro meses, hasta que llegó una fuerza de apoyo del clan Ōuchi con 10 000 tropas. Junto a otro ejército que acudió en su socorro finalmente pudieron contrarrestar a los contrarios. Amako Hisayuki murió en la batalla; este clan sufrió grandes pérdidas y finalmente se retiró un mes después. El castillo Yoshida-Kōriyama fue abandonado en 1591, cuando los Mōri se trasladaron a la nueva fortaleza de Hiroshima. Hasta entonces, fue el principal centro de gobierno del clan.

## Características

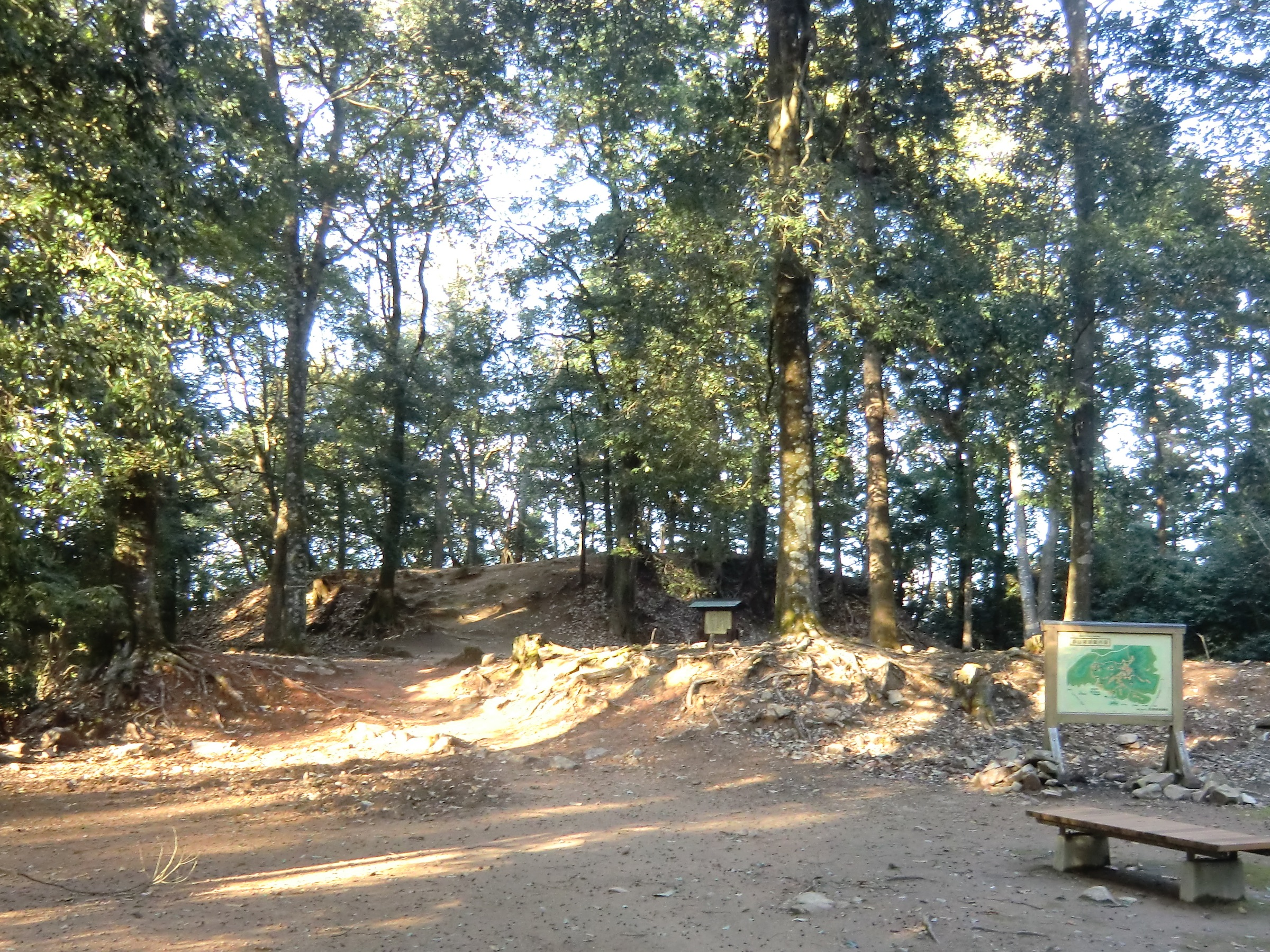
Ruinas del honmaru (recinto interior).

El castillo se eleva sobre el monte Kōriyama a una altitud de 390 m. Contaba con una defensa sólida dada su cantidad de muros de piedra y los 270 kuruwas (recintos delimitados por muros) repartidos por todo el monte. También presentaba un sistema de escaleras y puertas a lo largo de las paredes, que se disponían de tal manera que los enemigos quedaban rodeados por tres flancos. La gran mayoría de estas murallas fueron destruidas durante el período Edo, pero los terrenos aún conservan algunos pozos y trincheras.